# Říjnová země
Říjnová země (1955, The October Country) je povídková sbírka amerického spisovatele Raye Bradburyho. Obsahuje devatenáct povídek, z nichž patnáct bylo již vydáno v autorově první sbírce Temný karneval.

## Charakteristika sbírky
Sbírka obsahuje hororové a temné příběhy, založené většinou na lidských pocitech a strachu z obyčejných věcí. Sám autor charakterizuje atmosféru své knihy takto: V té zemi se stále rok blíží ke sklonku. V té zemi se kopce halí do mraků a nad řekami se válí mlhy, v té zemi je poledne pryč v okamžení, svítání a soumrak otálí a půlnoc je nekonečná. V té zemi žijí jen podzimní lidé, jen lidé s podzimními myšlenkami. A jejich kroky po nočních opuštěných cestách znějí jako padající kapky deště.

## Seznam povídek ve sbírce
- The Dwarf (1954, Trpaslík), Muž trpasličího vzrůstu chodí pravidelně do zrcadlového bludiště, aby se v pokřiveném zrcadle viděl větší. Stane se však obětí žertu, když je zvětšující zrcadlo vyměněno za zmenšující. To trpaslíka natolik vyděsí, že běží ke střelnici, ukradne pistoli a zmizí ve tmě.
- The Next in Line (1947, Další v řadě).[p 1] Hrdiny povídky jsou američtí manželé Marie a Joseph, kteří si v mexickém městečku prohlížejí katakomby s mumiemi. Marie je prohlídkou otřesena a cítí, že jí všudypřítomná smrt pohlcuje a stravuje.
- The Watchful Poker Chip of H. Matisse (1954, Bdělý žeton H. Matisse). Hrdina povídky se stane miláčkem místní literární avantgardy jenom proto, že je absolutně nudný.
- Skeleton (1945, Kostra).[p 2] Příběh o muži, který považuje svou kostru v těle za vetřelce, který jej chce zničit.
- The Jar (1944, Skleněná nádoba).[p 3] Povídka vypráví o muži, který si na pouti koupil láhev s roztokem a podivnou věcí naloženou uvnitř, ve které každý vidí něco jiného.
- The Lake (1944, Jezero).[p 4] Dvanáctiletý Harold vzpomíná na břehu jezera na svou dětskou lásku Tally, která se v jezeře utopila. V dospělosti se do těchto míst vrací se svou ženou Margaret.
- The Emissary (1947, Emisar).[p 5] Desetiletý Martin je dlouhodobě nemocný a jediným pojítkem mezi lůžkem, na kterém tráví veškerý čas, a okolním světem je jeho Pes, který Martinovi vodí návštěvy. Jednoho dne se ztratí, a když se vrátí, je cítit hřbitovní půdou a rovněž přivede sebou návštěvu.
- Shopping for Death (1954, Zasažen žárem). Příběh vypráví o dvou pojišťovacích agentech, kteří se snaží zachránit jednu velice protivnou ženu proti její vůli. Ta leze svému muži tak na nervy, že jí hrozí od něho smrt. Žena pomoc hystericky odmítne a manžel se vrací domů vyzbrojen ostrým hákem.
- The Small Assassin (1946, Malý vrah).[p 6] Alice porodí dítě, které nemá ráda. Chová k němu odpor, má strach, říká mu vrahu. Tvrdí, že ji chce zabít, protože už při porodu málem zemřela. Oba rodiče skutečně zahynou a doktor, který pomáhal u porodu, zahlédne nějaký pohyb a zjistí, že dětská postýlka je prázdná. Vytáhne skalpel.
- The Crowd (1943, Zástup).[p 7] Hlavní hrdina povídky si všimne, že u každé nehody se okamžitě objeví stejný zástup lidí, který rozhoduje o tom, zda její účastníci nehodu přežijí nebo zda zemřou.
- Jack-in-the-Box (1947, Čertík v krabičce).[p 8] Hrdinou povídky je chlapec, kterého matka od narození přesvědčovala, že je Bůh. Výsledkem je celý vesmír zmenšený do velikosti domu a člověk jako čertík uzamčený v krabičce.
- The Scythe (1943, Kosa).[p 9] Drew, jeho žena Molly a dvě děti naleznou v pšeničném poli dům, ve kterém leží mrtvý muž s dopisem, v němž vše odkazuje prvnímu člověku, který vstoupí dovnitř. Drew začne kosit obilí, ale zdá se mu, že něco není v pořádku. Po nějaké době přijde na to, že pšeničné klasy jsou lidské životy a on, správce pole, tak vládne smrtelnosti.
- Uncle Einar (1947, Strýček Einar),[p 10] Einar žije se svou ženou na samotě, aby před ostatnímu skryl svá křídla. Povídka se později stala součástí kroniky rodiny Elliotových Z prachu zrození.
- The Wind (1943, Vítr).[p 11] Herbu Thomsonovi zavolá pozdě večer jeho dobrý přítel Allin, který má strach z větru. Tvrdí, že se jedná o vítr, který jej neustále pronásleduje a je přesvědčen, že tentokrát mu neunikne.
- The Man Upstairs (1947, Muž shora).[p 12] Hrdinou povídky je chlapec, který zjistí, že nový podnájemník jeho prarodičů je upír.
- There Was An Old Woman (1944, Žila byla stará žena).[p 13] Příběh o ženě, která nevěřila na smrt a žila ještě dlouho potom, co zemřela, i když si musela osobně dojít pro své tělo do místní márnice.
- The Cistern (1947, Kanály).[p 14] Je deštivý večer a jedna dívka rozvádí své myšlenky o tančících mrtvolách v kanálech, které skrývají tísnivá tajemství.
- The Homecoming (1946, Rodinná sešlost).[p 15] Příběh malého chlapce a jeho rodiny skládající se z upírů, vlkodlaků a čarodějnic. Povídka se později stala součástí kroniky rodiny Elliotových Z prachu zrození.
- The Wonderful Death of Dudley Stone (1954, Nádherná smrt Dudleyho Stonea). Vypravěč povídky se vydává hledat spisovatele, který před třiceti lety náhle přestal psát. Když ho najde, dozví se od něj, jak byl tehdy zavražděn.

## Povídky, které již vyšly v autorově sbírce Temný karneval
1. ↑  Povídka Další v řadě vyšla knižně poprvé v Bradburyho sbírce Temný karneval.
2. ↑  Povídka Kostra vyšla knižně poprvé v Bradburyho sbírce Temný karneval.
3. ↑  Povídka Skleněná nádoba vyšla knižně poprvé v Bradburyho sbírce Temný karneval.
4. ↑  Povídka Jezero vyšla knižně poprvé v Bradburyho sbírce Temný karneval.
5. ↑  Povídka Emisar vyšla knižně poprvé v Bradburyho sbírce Temný karneval.
6. ↑  Povídka Malý vrah vyšla knižně poprvé v Bradburyho sbírce Temný karneval.
7. ↑   Povídka Zástup vyšla knižně poprvé v Bradburyho sbírce Temný karneval.
8. ↑  Povídka Čertík v krabičce vyšla knižně poprvé v Bradburyho sbírce Temný karneval.
9. ↑  Povídka Kosa vyšla knižně poprvé v Bradburyho sbírce Temný karneval.
10. ↑   Povídka Strýček Einar vyšla knižně poprvé v Bradburyho sbírce Temný karneval.
11. ↑   Povídka Vítr vyšla knižně poprvé v Bradburyho sbírce Temný karneval.
12. ↑   Povídka Muž shora vyšla knižně poprvé v Bradburyho sbírce Temný karneval.
13. ↑   Povídka Žila byla stará žena vyšla knižně poprvé v Bradburyho sbírce Temný karneval.
14. ↑   Povídka Kanály vyšla knižně poprvé v Bradburyho sbírce Temný karneval.
15. ↑  Povídka Rodinná sešlost vyšla knižně poprvé v Bradburyho sbírce Temný karneval.

## Česká vydání
- Říjnová země, Baronet, Praha 2006, přeložil Petr Caha, Jarmila Emmerová, Zdeněk Havlíček, Světlana Havlíčková, Josef Hořejší, Tomáš Korbař, Roman Lipčík a Vojtěch Pala.